# USF・プロ選手権
USF・プロ選手権（USF Pro Championships, 旧称：ロード・トゥ・インディ, Road to Indy）とは、2010年から北米で始まった、インディカー・シリーズやインディアナポリス500への出場をスカラシップで支援する、レーシングドライバー育成プログラムである。

## 概要
北米大陸のオープンホイールカー（フォーミュラカー）レースの最高峰であるインディカー・シリーズへの登竜門として、以前はUSF2000、スター・マツダ・チャンピオンシップ、インディ・ライツの3カテゴリーのチャンピオンに、次なるステップへと進むための奨学制度を設けていた。
計画誕生以来マツダが支援をしてきたが、2018年末を持ってマツダからの支援は終了した。
その後、名称をUSF・プロ選手権に変更した。2023年時点、アンダーセンプロモーションが運営する、USF・ジュニア、USF・2000選手権、USF・プロ2000選手権の3つのカテゴリーにスカラシップ制度がある。

## シリーズ
現在のシリーズをステップアップ順に並べると次の通り。
- 1 - USF・ジュニア（英語版）
- 2 - USF・2000選手権
- 3 - USF・プロ2000選手権
- 4 - インディNXT